# Software AG – Stiftung
Die Software AG – Stiftung ist eine anthroposophische Stiftung deutschen Rechts mit Sitz in Darmstadt, in die der Gründer der Software AG, Peter Schnell, im Gründungsjahr 1992 98 % der Aktien der Software AG eingebracht hat. Die Stiftung gehört mit jährlich rund 25 Millionen Euro Fördergeldern zu den größten Stiftungen in Deutschland.
Mitte 2005 betrug der Anteil der Stiftung an den ausstehenden Aktien der Software AG 31,3 %, Ende 2010 29 %. Ende 2018 betrug das Stiftungsvermögen ca. 1,08 Mrd. Euro, bei einem zu erhaltenden Stiftungskapital von ca. 138 Mio. Euro.
Die Stiftung unterstützt Projekte aus den Bereichen:
- Erziehung und Bildung
- Kinder- und Jugendhilfe
- Behindertenhilfe
- Altenhilfe

sowie Förderung in den Bereichen:
- komplementärmedizinische Forschung
- biologisch-dynamische Forschung
- Reformpädagogik
- Naturhilfe

Die Stiftung unterstützt viele Projekte aus dem Umfeld der Anthroposophie – aufgrund des persönlichen Interesses Peter Schnells an dieser Weltanschauung. Unter anderem wurde mit den Mitteln der Stiftung 2009 die Universität Witten-Herdecke vor der Schließung bewahrt. Sie erklärte die „Akademisierung der Anthroposophischen Medizin“ zum Ziel.
Zudem hatte die Stiftung mehrere Jahre intensiv bei der Charité dafür geworben, eine anthroposophische Professur zu errichten und dafür 250.000 Euro pro Jahr in Aussicht gestellt. 2017 wurde der während der COVID-19-Pandemie kritisierte Harald Matthes als erstplatzierter und einziger Kandidat an die Charité berufen („Stiftungsprofessur für Integrative und Anthroposophische Medizin“). Die Evaluierungskommission der Charité hat 2022 eine Verlängerung um weitere fünf Jahre bewilligt, die Stiftung überweist dafür 293.000 Euro im Jahr.
Im Januar 2023 publizierte Jochen Breyer auf ZDFzoom unter dem Titel Anthroposophie - gut oder gefährlich? eine halbstündige Reportage über Anthroposophie, in der verschiedene Firmen, Institutionen und Organisationen – wie z. B. die Software AG – einer kritischen Würdigung unterzogen wurden.